# Nannowithius paradoxus
Espèce
Synonymes
- Myrmecowithius paradoxus Mahnert, 1980

Nannowithius paradoxus est une espèce de pseudoscorpions de la famille des Withiidae.

## Distribution
Cette espèce est endémique du Yémen. Elle se rencontre vers Wadi Zabib.

## Publication originale
- Mahnert, 1980 : Arachnids of Saudi Arabia. Pseudoscorpiones. Fauna of Saudi Arabia, vol. 2, p. 32-48.